# Rio Dâmbovnic
O Rio Dâmbovnic é um rio da Romênia, afluente do Neajlov, localizado nos distritos de Argeş, Dâmboviţa, Teleorman e Giurgiu.